# Jesús en el islam

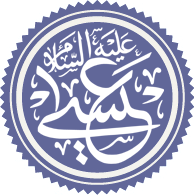
El nombre de Jesús en caligrafía árabe seguido de «la paz sea con él».

En el islam, Jesús (en árabe: عيسى‎, romanizado: ʿĪsā o Isa) se considera como uno de los mensajeros de Dios y el Mesías enviado para guiar al Pueblo de Israel (banī isrā'īl) con una nueva escritura: el evangelio (Injīl). Según el islam, se debe creer en Jesús (así como en todos los otros mensajeros de Dios) como requisito para ser musulmán. El Corán menciona a Jesús veinticinco veces por su nombre, lo cual es más que a Mahoma.

## En el Corán

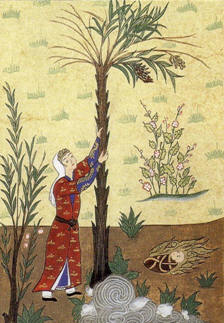
La Virgen María nutriéndose de una palmera, según se describe en el Corán.

El Corán afirma que Jesús nació de María (مريم, Maryam) como resultado de una concepción virginal, suceso milagroso ocurrido por decreto de Dios (Dios). Como ayuda en su ministerio con los judíos, a Jesús se le concedió el don de hacer milagros (como sanar a los ciegos, resucitar a los muertos, etc.), más por favor divino que por su propio poder. Según la sura IV, Jesús no fue crucificado realmente sino que se trató de una ilusión que engañó a sus verdugos. Según la tradición musulmana, Jesús ascendió a los cielos de manera corpórea, estando vivo.
De acuerdo a las creencias islámicas, Jesús volverá a la Tierra cuando se acerque el Juicio Final para restablecer la justicia y derrotar al falso mesías (Masih ad-Dajjal), también conocido como el Anticristo.
Al igual que todos los profetas del islam, se considera que Jesús fue un musulmán (es decir, alguien que se sometió a la voluntad de Dios), ya que predicó que sus seguidores deberían seguir el «buen camino» marcado por Dios. El islam rechaza la visión cristiana de que Jesús sea la encarnación de Dios o el Hijo de Dios, así como que fuera crucificado, que resucitara o que expiara los pecados de la humanidad. El Corán establece que Jesús nunca reclamó ninguno de esos supuestos, y que, llegado el Juicio Final, Jesús negará haber defendido en algún momento una naturaleza divina, y Dios le absolverá. El Corán enfatiza que Jesús fue un mortal que, como todos los otros profetas, había sido elegido por Dios para extender su palabra.
Jesús ha recibido numerosos títulos en el Corán y la literatura islámica, siendo el más común al-Masīḥ («el Mesías»). También se le menciona, en ocasiones, como el «sello de los profetas israelitas» porque, según la creencia musulmana, Jesús fue el último profeta enviado por Dios para guiar al Pueblo de Israel. En general se considera a Jesús como precursor de Mahoma, y se afirma que predijo la llegada de este último.

### Nacimiento
La aparición de Jesús en el Corán empieza con un prólogo que describe el nacimiento de su madre, María, y su servicio en el Templo de Jerusalén, mientras estuvo bajo los cuidados de Zacarías, padre de Juan el Bautista. El Corán describe posteriormente la concepción de Jesús. María, de quien el Corán asegura que fue escogida por Dios de entre las mujeres de todo el mundo, concibe a Jesús mientras aún es virgen.

### Anunciación del nacimiento de Jesús
María es visitada por el arcángel Gabriel (en árabe, Ŷibril) para recibir la buena nueva de su hijo santo. El Corán sostiene que Dios mandó a María, mediante el arcángel Gabriel, el mensaje de que esta había sido honrada de entre las mujeres de todas las naciones. El ángel anuncia a María que de ella nacerá un hijo santo, llamado Jesús, que será un gran profeta y dispondrá de la palabra de Dios. También le explica que Jesús hablará en la infancia y madurez y será compañero de los más rectos. Cuando María recibe las noticias, pregunta al ángel cómo puede haber concebido un hijo sin haber establecido contacto con ningún hombre. La respuesta del ángel fue que Dios crea aquello que él desea. El Corán compara la creación milagrosa de Jesús con la creación de Adán en la que éste se generó por voluntad divina («sé, y es»), la misma voluntad que condujo a la concepción del hijo de Zacarías cuando su mujer Isabel no estaba ya en edad de dar a luz.

### Nacimiento de Jesús
El Corán narra el nacimiento de Jesús en numerosas ocasiones. Mantiene que María estaba en mitad del desierto de Belén cuando los dolores del parto acudieron a ella. Para paliar su agonía, Dios hizo aparecer un pequeño río bajo María para que pudiera beber e indicó que debía sacudir una palmera para hacer caer los dátiles maduros y poder nutrirse de ellos. Aún cogida a la palmera y con dolores de parto, María oyó una voz que procedía de «debajo de ella» (en alusión a Jesús, aún en su útero) que repitió las palabras de Dios para calmarla. Ese mismo día, María dio a luz a Jesús en mitad del desierto. 
Cuarenta días más tarde lo llevó de vuelta con su gente. El Corán narra cómo María juró no hablar el día del primer milagro del Niño, que habló estando ya en su cuna. María llevó el niño al templo, donde hubo de sufrir las burlas de todo hombre con la excepción de Zacarías, el único que había creído en la concepción virginal. Los judíos acusaron a María de haber mantenido relaciones con otro hombre a pesar de no estar casada y, en respuesta, la Virgen les indicó con el dedo que hablaran con su hijo. Enfadados y creyéndose objeto de burla por la respuesta de María, quedaron fascinados en oír la primera profecía de boca del niño, en su cuna.
Las narraciones sobre Jesús en el Corán tienen concordancia con los llamados evangelios apócrifos. La selección y educación de María se asemeja en gran parte al Protoevangelio de Santiago, igual que el milagro de la palmera y la corriente de agua se encuentran en el Evangelio del Pseudo Mateo. Probablemente Mahoma tuvo conocimiento de traducciones siríacas del Protoevangelio de Santiago y del Evangelio de la infancia de Tomás, así como de la Peshitta o Biblia siríaca, a través de sus conversaciones con sacerdotes y monjes nestorianos, como Bahira y Waraka, fuentes que en la tradición islámica son minimizadas o resumidas.

### Misión
De acuerdo con los textos islámicos, Jesús fue divinamente escogido para propagar el mensaje del monoteísmo y la sumisión a la voluntad de Dios entre los hijos de Israel.

### Revelación de la escritura a Jesús
Los musulmanes creen que Dios reveló a Jesús una nueva escritura, el Injīl (evangelio islámico), y a su vez declaró las verdades de sus revelaciones previas - el tawrat (Torá) y el zabur (Salmos). El Corán menciona favorablemente al Injīl, al cual describe como una escritura que llena los corazones de sus seguidores con mansedumbre y piedad. El Corán dice que el mensaje bíblico original ha sido distorsionado o corrupto en el tiempo desde que fue revelado a los mensajeros. En el capítulo 3, verso 3 y capítulo 5, versos 46-47 del Corán, la revelación del Injīl es mencionada:

Es Él quien os ha enviado (paso a paso), en verdad, el Libro, confirmando lo que ha sido; y Él envió la Ley (de Moisés) y el Evangelio (de Jesús) antes de esto, como una guía a la humanidad, y Él envió los criterios (o juicio entre el bien y el mal).
Corán, sura 3 (Al-i-Imran: La Familia de Amram) ayah 3

Y en sus pasos Nosotros enviamos a Jesús el hijo de María, confirmando la Ley que ha venido ante él: enviamos el evangelio. Desde entonces es guía y una advertencia a aquellos que temen a Dios.
Deja a la gente del evangelio juzgar por lo que Dios os ha revelado desde allí. Si cualquier obra falla en juzgar por (la luz de) lo que Dios os reveló, ellos no son mejores que aquellos a quien se rebelan.
Corán sura 5, (Al-Ma'ida: La Mesa Llena de Comida), ayah 46-47

### Ascensión
Estudiosos modernos del islam, como Sayyid Muhammad Husayn Tabataba'i, interpretan la ascensión de Isa como algo espiritual y no físico. Esta interpretación está de acuerdo con las explicaciones metafóricas chiíes y mutazilíes respecto a referencias antropomórficas de Dios en el Corán. Aunque no concordante con las interpretaciones tradicionales suníes de la descripción de la crucifixión, ha habido mucha especulación y discusión en el esfuerzo de reconciliar de manera lógica este tema.
El reformista islámico Rashid Rida está de acuerdo con comentadores contemporáneos al interpretar la muerte física de Isa como una interpretación metafórica.
En escritos ascéticos chiíes, Isa es descrito habiendo «ascendido al Cielo vestido con una camisa de lana, hilada y cosida por Maryam, su madre. Al alcanzar el Cielo, se le dice: Oh, Isa, desecha de ti el adorno del mundo».

### Interpretación de la sustitución
No está claro exactamente cuándo se originó la teoría de la sustitución, pero algunos estudiosos creen que se originó entre ciertos grupos gnósticos heréticos del siglo II. Leirvik considera que el Corán y los hadices se vieron influidos por el cristianismo no canónico, «herético», que entonces prevalecía en Arabia y Abisinia.
Los comentaristas musulmanes no han podido refutar convincentemente la crucifixión. Más bien, el problema se agravó al añadir las teorías sustitutivas. El problema es de comprensión:

«Si la interpretación sustitucionista (Cristo fue reemplazado en la cruz) se toma como una lectura válida del texto coránico, surge la pregunta de si esta idea se representa en las fuentes cristianas. Según Ireneo en «Contra las herejías», el egipcio cristiano gnóstico Basílides (siglo II) sostuvo la opinión de que Cristo (el Nous divino, la Inteligencia) no fue crucificado, sino que fue reemplazado por Simón de Cirene. Sin embargo, tanto Clemente de Alejandría como Hipólito negaron que Basílides sostuviera esta opinión. Pero la idea sustitutiva en forma general, se expresa claramente en los documentos gnósticos de Nag Hammadi, el «Apocalipsis de Pedro» y «El Segundo Tratado del Gran Seth'»».

Mientras la mayoría de eruditos occidentales, judíos y cristianos, creen que Jesús murió, la teología musulmana ortodoxa enseña que ascendió al Cielo sin ser puesto en la cruz; Dios dio su apariencia a otra persona, Simón de Cirene, que fue crucificado en su lugar (descripción muy similar a la dada por Ireneo sobre la herejía de Basílides, libro I, cap. XIV, 4).

## En el pensamiento islámico
Jesús es descrito de diversas maneras en el Corán. La referencia más frecuente es bajo la forma Ibn Maryam (literalmente, «hijo de María»), algunas veces precedido por otro título. Es reconocido como profeta (nabi) y mensajero (rasul) de Dios. También se usan los términos wadjih, mubarak (bendecido o fuente de beneficio para otros) y abd-Allah (siervo de Dios). Otro título frecuentemente mencionado es el de Mesías, pero el significado no es el mismo que en el cristianismo puesto que en el islam es usado para hacer referencia a todo profeta, mortal y sin participación de lo divino. También se usan los términos kalimat min Allah (palabra viniendo de Dios) como definición de Jesús, entendidos como referencia a la creación de la palabra de Dios, gestada en el momento de la concepción de Jesús, o bien como reconocimiento del Niño como mensajero de Dios. Jesús se considera como el resultado de la palabra de Dios: «¡Sé!» y fue como dicen los eruditos Musulmanes: Jesús no era la palabra sino Jesús se volvió por la palabra, es decir la palabra: «¡Sé!».

### Precursor de Mahoma
En el Corán, Jesús se presenta como nuncio de un Enviado que vendrá después de mí, llamado Ahmad. Aunque los Cristianos no aceptan que Jesús le predicó, los Musulmanes suelen citar los versos en el evangelio hablando del Paráclito y dicen que señala a Mahoma (que es Ahmad).

### Literatura ascética
Jesús es ampliamente venerado en la literatura ascética y mística musulmana, como en Ihyah ulum ad-Din (El renacimiento de las ciencias religiosas) de al-Ghazali. Estas obras ponen énfasis en la pobreza de Jesús, su preocupación por la adoración, su desapego a la vida mundana y sus milagros. Tales representaciones también incluyen discursos y sermones que se le atribuyen. Más tarde, los eruditos sufíes adaptaron material de los evangelios cristianos consistente con esta imagen ascética.

### Jesús según los ahmadíes
El movimiento islámico Ahmadiyya también considera a Jesús un profeta y hombre mortal, pero que fue crucificado y permaneció seis horas en la cruz hasta que cayó la oscuridad. Jesús fue después bajado vivo pero inconsciente. Fue tratado por el santo médico Necdemo durante tres días y noches en una cueva habilitada como tumba, construida para José de Arimatea. Una vez recuperado, se reunió con sus discípulos de confianza en el Monte de los Olivos y partió en secreto hacia Damasco. Después viajaría hacia oriente en busca de las tribus perdidas de Israel hasta que se detuvo en Cachemira, donde vivió hasta morir de muerte natural a los ciento veinte años, en lugar de haber ascendido vivo al Cielo.

## El cristianismo primitivo y Mahoma
El establecimiento de cristianos en Arabia data de al menos de 135 d. C., cuando la expulsión de los judíos de Jerusalén llevó a la comunidad nazarena (judíos cristianos) de la ciudad a emigrar al sur.
Según la tradición islámica, Jadiya, la primera esposa de Mahoma era prima de Waraka ibn Nawfal, un monje nestoriano (presbítero según otras fuentes), quien confirmó la vocación profética de Mahoma.